# Psilalcis postmaculata
Psilalcis postmaculata är en fjärilsart som beskrevs av Inoue 1956. Psilalcis postmaculata ingår i släktet Psilalcis och familjen mätare. Inga underarter finns listade.